# Hen Wlad Fy Nhadau
"Hen Wlad Fy Nhadau" (pronunciado /heːn ˈwlɑːd və ˈn̥adaɨ/, traducido habitualmente como La tierra de mis padres, pero que literalmente significa el viejo país de mis padres) es el actual himno nacional del país de Gales. Fue escrito originalmente por el poeta  galés Evan James siendo la melodía compuesta por su hijo, James James, ambos vecinos de Pontypridd, Glamorgan, en enero de 1856. El manuscrito más antiguo aún se conserva, y actualmente forma parte de la colección de la Biblioteca Nacional de Gales.
Su melodía es también el himno de la región francesa de Bretaña, Bro gozh ma zadoù, y del himno de Cornualles, Bro Goth Agan Tasow.

## Letra oficial
Hen Wlad Fy Nhadau sólo tiene letra oficial en galés
Mae hen wlad fy nhadau yn annwyl i mi,

Gwlad beirdd a chantorion, enwogion o fri;

Ei gwrol ryfelwyr, gwladgarwyr tra mâd,

Dros ryddid gollasant eu gwaed.
Gwlad, gwlad, pleidiol wyf i'm gwlad.

Tra môr yn fur i'r bur hoff bau,

O bydded i'r heniaith barhau.

Hen Gymru fynyddig, paradwys y bardd,

Pob dyffryn, pob clogwyn, i'm golwg sydd hardd;

Trwy deimlad gwladgarol, mor swynol yw si

Ei nentydd, afonydd, i mi.
Os treisiodd y gelyn fy ngwlad tan ei droed,

Mae hen iaith y Cymry mor fyw ag erioed,

Ni luddiwyd yr awen gan erchyll law brad,

Na thelyn berseiniol fy ngwlad.

## Traducción alinglés
The old land of my fathers is dear to me, 

A land of poets and singers, famous men of renown; 

Her brave warriors, very splendid patriots, 

For freedom they lost their blood.

Country, country, I pledge to my country.
While sea her wall, may naught befall
O may the old language endure.
Old mountainous Wales, paradise of the poet, 

Every valley, every cliff, are loveliness; 

Through patriotic feeling, so charming 

Its streams and rivers to me.

If the enemy oppresses my land under his foot, 

The old language of the Welsh is as alive as ever, 

The muse is not hindered by the hideous hand of treason,
 
Nor silenced the harp of my country.

## Traducción alcastellano
(hecha a partir del galés)
La tierra de mis padres es tan querida para mí,

tierra de poetas y cantantes, famosos hombres de renombre

Sus bravos guerreros, maravillosos patriotas,

por la libertad dieron su sangre

Tierra, tierra, juro lealtad a mi tierra

Mientras el mar sea su muro, que no pueda jamás,

caer el viejo idioma.

Viejo montañoso Gales, paraíso del bardo,

adorados son sus valles y acantilados,

por amor a la patria, son tan preciosas

sus arroyos para mí.

Si el enemigo oprime mi tierra bajo sus pies,

el viejo idioma de los galeses seguirá siempre vivo

La horrible mano de la traición no puede impedir la musa

ni silenciar el arpa de mi país.